# Muragardos LNG Terminal
Muragardos LNG Terminal, eller Reganosa Ferrol LNG Terminal, är en spansk LNG-terminal i Mugardos i La Coruña i Galicien. 
LNG-terminalen ligger i Ferrols hamn och drivs av Reganosa (Regasificadora del Noroeste).
Den har en årskapacitet på 3,6 miljarder kubikmeter och två lagringstankar på tillsammans 150.000 m3. Den kan ta emot LNG-tankfartyg på upp till 140.000 m3.